# Поливанів Яр
Поливанів Яр — пам'ятка трипільської культури, розташована біля села Комарів, на межі Кельменецького та Сокирянського районів Чернівецької області. 
Відкрито археологом Тетяною Сергіївною Пассек у 1948 році як археологічні розкопки, а в 1994 році — як ландшафтний заказник, який займає площу в 411 га. (Див. Ландшафтний заказник «Поливанів Як»). 
Історією краю зацікавилися вчені-археологи, які дослідили стоянки людей трипільської культури Поливанів Яр та Молодово. Першими вченими-археологами були доктор історичних наук Тетяна Пассек і професор О. П. Черниш. Останній очолив археологічну експедицію інституту суспільних наук Академії наук УРСР у Львові.
Досліджували Поливанів Яр протягом 1945–1951 років. В ньому виявлені поселення наших предків ще за 30-40 тисяч років до нашої ери. Розкопкам встановлена наявність трьох культурних шарів, які належать до різного періоду існування землеробського поселення. Відкрито залишки землянок, майстерень по обробці кременю, наземних глинобитних жител. Житла були двох типів: напівземлянкові на зиму та тимчасові у вигляді наметів на літо. Жили родовими общинами і перебували на одному місці тривалий час. Аналіз попелу, що знаходиться в центрі житла показав, що дерево, від якого залишилося вугілля, згоріло близько 44 тисячі років тому.
Знайдено орнаментований глиняний посуд для зберігання зерна, крем'яні скребки, ножі, вкладні до серпів, свердла, сокири, кістяні проколки, мідні шила, шпильки, підвіски, численні глиняні жіночі статуетки культового призначення. Поселення Поливанів Яр свідчить про безперервне існування системи землеробської культури на території України з часів кам'яного періоду. В недалекому минулому були спроби відновити розкопки цієї унікальної пам'ятки археології. Однак за роки незалежності України нашій вітчизняній археології через постійні проблеми не було змоги повернутися на цей унікальний об'єкт для його дослідження.